# 徐月娥
徐月娥，香港新聞工作者。
徐月娥曾經先後任職無綫新聞和有線新聞高級記者，曾經遠赴內地採訪 "神五升空"。曾任職亞視新聞採訪主任兼主播，亦是十二點半新聞及六點鐘新聞主播，2011年7月徐氏離開亞視新聞，轉職香港數碼廣播有限公司任職新聞部總採訪主任。二零二零年，徐女士已經轉職香港迪士尼樂園度假區出任傳媒關係經理。

## 外部連結
- 徐月娥笑談酒泉採訪苦與樂 （页面存档备份，存于）